# Aurorobotys crassispinalis
Aurorobotys crassispinalis är en fjärilsart som beskrevs av Munroe och Akira Mutuura 1971. Aurorobotys crassispinalis ingår i släktet Aurorobotys och familjen Crambidae. Inga underarter finns listade i Catalogue of Life.